# Анђели (династија)
Династија Анђела је била византијска владарска династија. Први познати члан династије је био Константин Анђел (Анђел), супруг Теодоре, најмлађе кћерке цара Алексија Комнина и Ирине Дука, па се Константин може сматрати родоначелником династије.
Анђели су владали Византијом (1185–1204) и Епиром (1204–1318). Познато је њихово презиме Анђео Дука Комнин, које су добили по женској линији.

## Пре доласка на престо
Први познати припадник династије Анђела био је Манојло Анђел. Његов син Константин Анђел се помиње у нападу византијског цара на српске земље 1149. године, где се није истакао као по способности, јер није био способан војсковођа. Ипак, он је био постављен за сремског намесника 1165. године.

## Владавина Византијом

### Долазак на престо
Цар Андроник Комнин (1182-1185) схвати да моћ феудалне властеле представља опасност за царство и сурово се обрачуна са њом: побуна Исака Анђела, Константиновог сина, у Витинији, би угушена у крви (1185 г.). Он преустроји администрацију, смањи расходе, олакша порезу, и био је на добром путу да постане омиљен када га спољни догађаји почеше рушити с престола.
У лето 1185. кренула је и велика норманска офанзива против Византије, која је посредно помагала и српским успешним побунама. Нормани узеше Драч и Солун и спремаху се на сам Цариград. Потом Угари освојише Далмацију. У престоници тада изби буна, којој се стави на чело Исак Анђел, који није вредео ништа више од свог деде Константина и који је од од 12. септембра био нови цар, а тиме убрзана пропаст царства. Андроник би ухваћен и у страховитим мукама убијен. Нормани, изгубивши у пљачкању потребну дисциплину, бише у јесен поражени на доњој Струми и изгубише све тековине.

### Феудалне побуне
У земљи, царска власт, уздрмана овим низом буна и непрестаних завера, била је крајње слаба. У престоници, светина је прописивала влади законе; у провинцијама, племство се поново било осилило и царство се почело распарчавати. Исак Комнин се беше прогласио независним на Кипру (1184 г.), Гавра у Трапезунту; свуда велике феудалне породице, Кантакузин, Врана, Згур, ствараху за себе господарства од подераних делова монархије. Свуда владаху неред и беда: терет пореза је био неподношљив, трговина упропашћена, државна ризница празна. Свуда цареваше разврат, чак и у цркви, где су калуђери одржавали вечити неред и где се преустројство манастира чинило потребнијим више него икада. Нарочито јелинизам узмицаше на свима линијама, а родољубље изумираше.

### Ослобођење Србије и Бугарске
У време ових општих покрета одметнула се 1185/1186 г. устали су Бугари и Власи (Румуни) под вођством бојара Петра (Теодор) и Асена (Асан Белгун). Устанак је почео на северу Бугарске у неприступачним балканским планинама и убрзо захватио читаву земљу. Да би се осигурали од Византије, која је, поред свих унутрашњих незгода, покушала да устанак угуши, Бугари уђоше у везе са Куманима преко Дунава и са српским великим жупаном Немањом преко Тимока. Бугари су успели да обнове своју државу с престоницом у Трнову.
Немања је с планом ширио своју акцију према Бугарској; освојио је Ниш и продро у тимочку долину. Ту је заузео и порушио градове Сврљиг, Равно код Књажевца и Кожељ. Покушај цара Исака 1186/7. год., да покори Бугаре, није имао успеха; они су за непуне две године већ успели да прилично развију своју снагу. Цар Исак је у овој тешкој ситуацији за Царевину показивао више енергије него што се од њега могло очекивати. Да се ослободи најопаснијег противника, он се измирио с Мађарима и оженио се ћерком краља Беле. Уз њу је требало да добије и изгубљене градове у моравској долини. Али је Немања, ушавши у то подручје као освајач, хтео ту и да остане, осећајући и привредни и војнички значај моравске долине. Стога је он, по свој прилици, и помагао бугарски устанак и одржавао везе с њима.

### Трећи крсташки рат
На глас, да је 3. октобра 1187. султан Саладин освојио гроб господњи, крену се моћни немачки цар Фридрих Барбароса на нов крсташки поход. Он, који је век провео спорећи се са Римом и носио жиг некадашње црквене клетве, хтео је, пред крај живота, да једним великим делом, идеалом тадашњег витештва, даде доказа о својој дубокој хришћанској оданости. Срби су, изгледа, знали за њ. Он је био познати противник Византије у Италији. Како је Немања дошао с њим у везу не може се поуздано тврдити, али чини се, да је посредник био истарски крајишки гроф и титуларни војвода Хрватске и Славоније, Бертолд Андекс. Немањин брат Мирослав преговарао је с њим да за свог сина Тољена узме Бертолдову кћер. О Божићу 1188. год. дошли су Немањини посланици у Нирнберг, цару Фридриху, с поруком, да њихов господар радо очекује крсташе у својој земљи. Кад је у мају идуће године цар кренуо из Регенсбурга познатим путем преко Мађарске и стигао у моравску долину, могао је да види непосредно разлику између српског и грчког понашања. Читавим путем, до Немањине границе, нападали су грчки најамници и други пљачкаши, понајвише по заповести браничевског заповедника, пртљаг и позадину крсташке војске. Немања је, међутим, поздравио цара, кад је 27. јула стигао у Ниш, заједно са својим братом Страцимиром, најсрдачније. Они донесоше војсци обилате понуде у вину, јечму и месу. Немања је изложио цару своју антигрчку активност и понудио му своју сарадњу; да се опрости грчке власти, он је пристајао да призна Фридрихову, јер је могла бити свакако мање непосредно осетна. И Бугари су, исто тако у Нишу, по примеру својих српских савезника понудили цару сарадњу у борби против Грка. Међутим, Фридрих сад није ишао као непријатељ Византије; напротив, он је чак имао с њом једну врсту пријатељског уговора о слободном пролазу. Цар је стога по свој прилици у Нишу још био уздржан.
Грци су, наравно, били обавештени о свему овом. На путу за Софију наиђоше крсташи на византијску војску, која је била тобоже упућена против Немање, али у ствари спречавала и пролазак крсташа и долазила с њима до сукоба, у разним кланцима, а посебно са њиховим одвојеним одељењима. Крсташи су имали нарочитих тешкоћа са снабдевањем војске, јер су им Грци правили разноврсне неприлике. Стога у Тракији дође до правог непријатељства. Љутит, цар Фридрих је помишљао да изведе чак и напад на Цариград. У Тракији он се, у исто време, решио и да прими понуде Срба и Бугара, који су му могли бити од знатне војничке користи. Сам Немања ценио је своју војну помоћ на 20.000 људи, а Бугари на два пута толико. Немања, иако већ у годинама, — сада је могао имати две-три године преко седамдесет, — није малаксавао у својој делатности, да што боље и што пре искористи све моменте. Он је пошао за крсташима све до Трајанових Врата, па је одатле скренуо на даља освајања, а цару Фридриху је послао своје изасланике у Андријанопољ. Преговоре је у име царево водио с Немањом Берхтолд Андекс, његов нови пријатељ. Немања је освојио овом приликом читав низ градова: Перник, Земен, Велбужд, Житомиск, Стоб и само Скопље.
У Адријанопољу, 14. фебруара 1190. год., дошло је до мира између Грка и крсташа; Фридрих је свакако имао на уму више Саладина и прави циљ свог похода, него Исака и његове Грке. Чим се ослободио те опасности, цар Исак се реши да сву снагу обрне против Срба и Бугара. Брзо предузети поход против Бугара није успео и цар је био поражен у бици код Верије (Стара Загора); стога се цар за нови поход против Срба спреми много озбиљније. У јесен 1190. (или можда 1191. год.) кренуо је он на Немању с добро опремљеном војском. Немања се пред Грцима повукао с југа и негде на Морави прими битку. У тој борби прошао је рђаво. Његова војска би потучена, земља тог краја опустошена, а његов двор, вероватно у Куршумлији или у њеној близини, попаљен. Али Немања није био савладан; он је борбу могао наставити и негде у својим планинама Рашке. Цар Исак је стога волео, да се с њим нагоди и пристао је да буде врло попустљив. Добар део Немањиних освајања остаде Србима; тако сва Зета, Косово с Липљаном и Метохија до близу Призрена. Византија је гледала само да растави Србе од Бугара и да задржи главна места моравског пута, као Ниш и Равно. Срби су, међутим, већ у великој мери преплавили околину тих места и раширили се и према истоку и према северу, и то као врло непоуздани грчки поданици. Да обезбеди грчки утицај у Србији, цар Исак је уговорио, да његова братичина Јевдокија, кћи Алексија Анћела, пође за средњег Немањина сина Стевана, који ће имати да наследи оца на престолу. Такви услови мира показују најбоље колико је Немања ојачао, колико се Србија дигла, и како се њена снага и осетљивост Немањина сад, ипак, поштовала. При ранијим поразима српски су жупани били срећни ако спасу главу и одрже престо; византијска милост била је често чиста милостиња и добијала се с највећим унижавањем. Сад, међутим, са Србијом се преговара, чине јој се уступци и тражи се њено пријатељство. Истина, то се дешава у доба Исаково, а не у Манојлово; у време кад Византија тешко болује од домаћег рата.
Овим миром с Грцима завршио је стари и већ заморени Немања своје ратничке подвиге.

### Пад цара Исака
Кад је византијски цар Исак 1194. год. покушао да сузбије бугарску експанзивност и у свом ратном походу рђаво прошао и био поражен у бици код Аркадипоља, јави се против њега моћна опозиција, којој је био један од вођа његов брат Алексије, таст српског престолонаследника Стефана.

### Раскид са Србијом
Уплашен католичким савезом против њега, српски велики жупан Стефана се покушао приближити римском папи. Он је, из страха од католичког савеза, предусретљиво примио оба папина легата и у свом писму папи, као "свом духовном оцу", поручивао, да ће упутити своје посебно посланство у Рим. Оно је доиста и дошло, и то са нарочитом молбом Стевановом, да му папа пошаље краљевску круну. У папи, Стефан се надао добити заштиту од напада мађарског суседа и свога брата. Мисли се, да га је тежња да докаже свој раскид с Византијом определила, и да отера и своју жену, грчку принцезу Евдокију, наводећи, иначе, као разлог за тај поступак њену шугу и, како се причало у Цариграду, још и неверство. Ми, међутим, држимо да то неће бити. Стефан је Евдокију отерао голу, само у кошуљи, очевидно љут ради њених поступака; толика безобзирност може се тумачити једино великом личном раздраженошћу. Сами Грци, који говоре о том догађају, нису му никако придавали политичке мотиве.

### Друго бугарско царство
Алексије, који је нешто више вредео него Исак, је покушао да искористи незадовољство бугарских бојара уздизањем Петра и Асена; бојари су 1197. године, убили оба брата, али је њихово место заузео трећи брат Калојан (Јоаница, Јованица или Калојован) (1197-1207 г.), који је водио успешне акције против Византинаца у савезу с Куманима и који је своје царство подигао на велику висину. Уговором од 1201 г. Алексије III је морао да призна бугарску независност и сва бугарска освојења, од Београда до Црног Мора и Вардара, заједно са Мезијом, северним делом Тракије, северном Македонијом и делом Србије.
Падом Цариграда највише се користила Бугарска. Њен владар, Калојан, већ је и нешто раније био ступио у везе с папском куријом, а сад их је само усрдније развио. У јесен 1204, 7. новембра, папин кардинал Лав посветио је, после бугарског уговора са папом Иноћентијем III, трновског архиепископа Василија за бугарског примаса, а сутрадан крунисао је Калојована за "краља", не "цара", Влаха и Бугара (dominus Blacorum et Bulgarorum), али Калојан је почео да се назива царем. Калојован се за то, у име свог народа, подвргао врховној власти римске цркве и тако добио папин благослов. Калојовановом примеру следио је и српски велики жупан. Његову вољу да из Рима добије краљевску круну помиње папа у једном писму из исте 1204. год. Али мађарски краљ, који није могао спречити веза између папе и Бугара, успео је да спречи краљевску титулу за српског великог жупана.

### Католичка најезда
На Западу је видик био још тамнији. Покољ од 1182 г., чије су жртве били Латини настањени у Цариграду, за време буне која је уздигла на престо Андроника Комнина, изазвао је рат са Норманима. Без сумње, заузеће Цариграда од војске сицилијанског краља значило је само тренутан успех и Исаку је било пошло за руком да сузбије нападаче (1186 г.). Али старо непријатељство између западних народа и Византинаца било је повећано овим догађајима. Неспретна политика царства према Фридриху Барбароси у доба трећег крсташког рата (1189 г.) изазвала је сличне последице. У једном тренутку немачки цар је имао намеру, у сагласности са Србима и Бугарима, да заузме Цариград, и крсташи прођоше кроз Византију као огорчени непријатељи. Хенрик VI, Барбаросин син, био је још опаснији противник, нарочито када је наследио земље и тежње норманских краљева. Он је сневао да освоји Исток, захтевао је од Алексије да му поврати све области које су раније били покорили Нормани (119б г.) и приморао га је да му, у међувремену, плаћа данак.
Али су нарочито Млеци задавали бригу. Они су такође тражили одмазду за покољ из 1182 г., и Исак II, да би их стишао, био је принуђен 1187 г. да им призна обилну одштету и широке повластице. Алексије III је морао 1198 г. да повећа ове уступке, чије је дејство, уосталом, био ублажио давши Ђеновљанима и Пизанцима сличне накнаде. Упркос томе, Млечићи су осећали да су њихова трговина и безбедност угрожене услед раздражене мржње Грка, а уз то, откако је Енрико Дандоло постао дужд (1193 г.), рађала се мисао да ће освојење византијског царства бити најбоље решење кризе и најсигурније средство да се да задовољење нагомиланој латинској мржњи и да се осигурају на Истоку интереси републике. Тако, као нужна последица папског непријатељства, млетачких тежњи и мржње свих латинских народа морало је произићи мењање смера четвртог крсташког рата; а Византија, исцрпена, ослабљена развитком словенских држава, била је неспособна да се одупре страховитом налету Западњака.

## Крај Царства
Заузимањем активног и ауторитативног папе Иноћентија III дошло је почетком XIII века до новог крсташког рата. Год. 1202. беше се у Млецима и њиховој околици искупила прилична крсташка војска. Али незгода за њу настаде у том, што крсташи нису имали да плате сву погођену суму за превоз, која је износила 85.000 марака сребра. Млеци искористише те новчане неприлике крсташа и понудише им, после извесних преговора, да ће пристати да их превезу на дуг (сума дуга износила је око 34.000 марака), ако им крсташи помогну, да уз пут савладају одметнути Задар. Стари дужде, Енрико Дандоло, коме је тад било на деведесет година и који беше слеп, пође сам са крсташима, давши тако пример и својим суграђанима. Али он је пошао на исток с другим жељама и мислима него што их је имало његово крсташко друштво.
У исто време јавила се и акција византијског принца Алексија, сина 1195. године ослепљеног цара Исака. Он је 1201. године био побегао из тамнице у којој је био затворен и отишао на Запад да тражи помоћ против отмичара. Млади Алексије је предузимао све могуће само да сруши свог стрица имењака. У Риму је нудио црквену унију, а крсташима политичке и економске услуге, само да му помогну повратити изгубљени очев престо. Млечани су радо пристали на сарадњу, једно да извуку штету причињену Латинима приликом њихова покоља у Цариграду, а друго, да поврате изгубљена трговачка тржишта и добију нове повластице.
У јесен, 8. октобра 1202, кренула је велика млетачка флота на исток с крсташима. 24. новембра пао је Задар у млетачке руке. Тамо стиже доскора и принц Алексије. И поред протеста папина и отпора неких крсташа, ту би решено да крсташки поход, место у света места, крене најпре на Цариград. Крајем априла 1203. упутила се крсташка војска из Задра, са новим грчким царским претендентом као Алексијем IV. Као свог новог цара поздравише Алексија уз пут Дубровник и Драч. 23. јуна стигла је флота у Сан Стефано, пред Цариград, и одмах 27. јуна почела опсаду. Цар Алексије III, уплашен, побеже из престонице у Бугарску, а сам град бранио је његов зет Теодор Ласкарис. После Алексијева бекства, у ноћи 17. јула, изгледало је, да је циљ крсташа постигнут. Слепи Исак изведен је сутрадан из затвора и враћен на престо, а 1. августа крунисан је Алексије као његов савладар. Млечани, којима се није напуштао Цариград, затражише исплату од 100.000 марака сребра, која је била уговорена као цена за њихову сарадњу. У исто време тражено је и да се изврши обавеза у погледу црквене уније.
Притисак финансијских органа на народ, да се исцеди онолики новац за Млечане, који није поштедео ни цркве и њихово благо, и ови преговори с Римом узбунише свештенство и цео народ. И избегли цар Алексије III, правећи се као жртва православља и туђинске обести, разви из Адријанопоља живу агитацију против новог стања у Цариграду. Видећи, како латинофобија у народу узима све више маха и како постаје неодољива, млади цар Алексије мења своју политику и напушта своје помагаче. "Бедно дерле", рекао му је тад разјарени Дандоло, "ми смо те дигли из блата и опет ћемо те у њега бацити!" Борба између Латина и Грка поста неизбежна. Али и међу самим Грцима настадоше нереди и сплетке. Оба цара, отац и син, бише 25. јануара 1204. свргнути с власти једним народним устанком. Исак, стар и изнемогао, умре од страха, а Алексије би задављен. Док се водила борба око њихова престола, трулу и искварену Византију бранило је, у главном, неколико варошких најамника и војвода Алексије Мурзуфло као нови цар Алексије V, зет бившег цара Алексија III. Ма какав споразум постао је немогућ. Латини се у марту одлучише да сруше византијско царство. Последњег дана, 12. априла, кад су крсташи јуришајући већ продирали у Цариград, побегао је и тај нови цар, а за његова наследника би извикан храбри Теодор Ласкарис. Али он није имао шта више да спасава. 13. априла 1204. Латини су постали господари горде византијске престонице, у коју, од њеног оснивања, не уђе дотад никад туђин као освајач. Потом је град страховито опљачкан. Изгледало је да је то крај Византије; и, у ствари, догађај из 1204 г. био је за византијско царство удар од кога се оно никада више није опоравило.
У Цариграду је после тога основано Латинско царство. Желећи да појача значај Млетака и њене привредне интересе, стари Дандало, душа целог овог предузећа, радио је на том, да нови цар не буде јака личност, ни нова царевина јака држава, јер ће само тако Млеци моћи одржати свој престиж и натурати своју вољу. Њему самом нити је круна била потребна нити ју је тражио, и кад му је понуђена, он је одбио. Али његовим утицајем Балдуин Фландријски би изабран за цариградског императора и 16. маја крунисан у опљачканој Аја Софији. За патријарха у Цариграду би постављен Млечанин Тома Морозини и уза њ, за Св. Софију, још тринаест млетачких каноника. Али је за сваког познаваоца прилика на Истоку било јасно, да такве мере неће довести до црквене уније. Уз ранија насиља при заузимању Цариграда ово отимање Св. Софије беше само разлог више, да се у душама ортодоксног грчког свештенства развија још дубља мржња на завојевача и створи трајнији јаз између обе цркве.
Старо Византијско царство распаде се у више делова. Поред Цариградског, територијално врло ограниченог, Латинског царства, доби Бонифације Монтефератски Маћедонију са престоницом у Солуну. Пелопонез, Епир, Илирик и нека острва добише Млеци, који поседоше и један део Тракије и један део самог Цариграда. Други француски племићи подобијаше разне мале кнежине. И Грци сами, тамо где су успели да се одрже, разбише се у више држава. У Никеји се образова ново грчко царство, као наставак цариградског, под последњим владарем цариградским, Теодором Ласкарисем. Независно од њега развише Комнини своју власт у далеком Трапезунту. Деспотат Арте у Епиру држала је још једна грана династије Анђела.
Дубровачка република, место дотадашње византијске врховне власти, прима 1205. млетачку. Град је задржао своје старо уређење, али му је, ради контроле, кнез увек имао бити Млечанин. Кнезови су најпре бивали доживотни, а после само са мандатом од две године. У својим трговачким односима са суседима Дубровчани су и даље имали слободне руке. Тако су, на пример, већ 1206. год. тражили и добили трговачке повластице од Михајла Дуке, епирског деспота.

## Владавина Епиром

### Михајло Анђел Дука Комнин
Епирски деспот, Михајло I, унук Константина Анђела, беше се за ово време осетно ојачао. Под његову власт беше, усред побуне Димитрија Прогоновића против Млетачке власти, дошла цела Албанија с Драчем и северна Македонија са Скопљем. Нарочито заузимање Скадра, доведоше Михајла у сукоб са српским великим жупаном Стефаном Немањићем. Али до рата између њих није дошло. Један слуга убио је Михајла у брачној постељи и тим решио питање најкраћим начином, вероватно 1215. године.

### Теодор Анђел Дука Комнин
Наследник Михајлов, његов полубрат Теодор, брзо нађе начина да се измири са Србима. Михајлов брат Манојло узе за жену једну од српских принцеза, а сам Стеван намераваше да узме Марију, кћер погинулог деспота Михајла, удовицу Евстатија Фландриског, брата прве двојице латинских царева, али му то не дозволише црквене власти грчке ради блиског сродства. Касније је, не знамо тачно које године, Стефанов најстарији син Радослав узео за жену Теодорову кћер Ану. Њихов заручни прстен очуван је до данас, на ком, у грчким стиховима, стоји написано: "Веренички прстен Стевана, изданка од лозе Дука, прими рукама, Ано, роде Комнина." Млечани уз помоћ новог латинског цара Петра Куртенејског покушаше да 1217. године поврате Драч, али су били поражени и Петар је негде око Шкумбе предусретоше и заробише, да би 1219. године био погубљен.
Теодор потом постаде један од најмоћнијих владара на Балкану и он искористи то да би проширио своју државу, у савезу са Србима.
Радослав је био потпуно у сенци свог моћног таста. Теодор Епирски беше 1223. год. освојио Солун, прогласио се за цара и постао најсилнији владар на Балкану. Али, понесен великим и наглим успесима, он беше преценио своју снагу и ушао у борбе са много противника, с Латинима, с Грцима Никејског царства и најпосле с Бугарима. Једино је Србе оставио на миру. Радослав, син једне грчке, а супруг друге грчке принцезе, осећао се и сам као Полугрк. Његов заручни прстен има грчки текст; грчки се потписује и на повељама. Он се не поноси именом Немањића, него својом царском лозом Дука. Грчки је натпис и на његовом бакарном новцу у облику зделице, који је он први почео да кује у Срба, по узору на новац свог деда цара Алексија. Српски летописци помињу утицај Теодорове кћери на Радослава, коју зову "нова Далида", казујући буквално, да му је она завртела главу. Чини се, да је Радослав, под утицајем Епираца, попустио и пред протестима охридске цркве против српске црквене автокефалности; несумњиво је, да је с Грцима тамо опет успоставио ближе везе. Поуздано је, да га је Димитрије Хоматијан, охридски архиепископ, с којим је био у преписци ради разних теолошких питања, хвалио, и писао је патријарху Герману у Никеји како је Србија побожна земља, украшена "чашћу ваљанога морала сваке врсте". Хоматијан је иначе лично био противник српске самосталне цркве и протестовао је, како знамо, код Саве кад је она добијена. Незадовољан таквим стањем у Србији Сава је напустио земљу и кренуо на исток, у света места, 1229. год. На том путу он се свратио на никејски, Теодору непријатељски, двор, код цара Јована Ватаца.

### Манојло Анђел Дука Комнин
Кад је 1230. год. цар Асен победио цара Теодора код Клокотнице и заробио га, био је уздрман и Радославов положај у Србији. Бугарски цар сматрао је Србију, ради великог Теодорова утицаја у њој, као неку њему вазалну државу, и зато је, после ове победе довршивши у Трнову своју лепу цркву у славу Четрдесет Мученика, хвалећи се постигнутим успехом, записао, како је добио целу Теодорову земљу "од Једрена до Драча" и земље "грчку и још арбанаску и српску". И доиста највећи део Теодорове државе дође под непосредну власт Асенову; у Солуну само, с Тесалијом и Епиром, оста на власти Асенов зет Манојло. Српски принц Владислав, други син Стевана Првовенчаног, постаде исто зет Асенов. Он је, наскоро по паду Теодоровом са осталим незадовољницима у Србији почео борбу против Радослава. Радослав се држао једно време, али је пред моћнијим братом морао најпосле да побегне из Србије, крајем 1233. год. Склонио се у Дубровник. Тај мудри трговачки град, који је све више ширио свој промет и од цара Асена добио повластице за своје трговце, примио је с пажњом и добеглог српског краља. Из захвалности он им је, за случај да се врати на престо, дао обилате повластице: да тргују без царине, да не плаћају могориша и да су им слободни виногради, које су дотле засадили по жрновничкој жупи. Из Дубровника је краљ Радослав можда нешто покушавао против брата, краља Владислава, јер је овај у то време почео да узнемирује малу републику, која се из страха обраћала и босанском бану Нинославу да је по потреби заштити. Због пажње према краљу Радославу добили су Дубровчани извесне повластице у земљи деспота Манојла, 1234. год., камо је из Дубровника отишао свргнути краљ са женом, вероватно с намером да тамо тражи енергичнију подршку. У Драчу, прича један стари српски биограф, чекало је Радослава ново разочарање. Тамо му неки Франак уграби жену, а њему самом угрози живот. Лишен круне и жене, краљ Радослав се одрекао светске сујете и примио је монашки чин. Као монах Јован, повучен и заборављен, умро је у неком манастиру по свој прилици у Студеници, где је сахрањен.

### Михајло II Анђел Дука Комнин
Средином XIII века почела је да се врши велика промена политичких односа на Балканском полуострву. Грчки елеменат почиње поново да узима маха. Никејско царство, за време Јована Ватаца, води енергичну и у главном све успешнију борбу за васпостављање Византије и ортодоксије у Цариграду. Најпре у савезу с Бугарима, а после без њих и против њих, они освајају постепено изгубљене позиције на Балкану. Од Бугара су отели целу источну Македонију они, а западну Грци из Епира предвођени новим владарем Михајлом (1241—1268), ванбрачним сином оног првог Михајла. Кад је стари ослепљени цар Теодор, давно ослобођен из бугарских ропства, покушао из свог Водена једну акцију против Никејаца, у вези са Епирцима, дало је то Ватацу добродошао повод да скрха и Епирце као могућне такмаце и да поседне добар део Македоније и Арбанију с градом Кројом, 1253. год.
Иза смрти цара Јована Ватаца, 1254. године покушаше Бугари да поврате Македонију, али нису имали среће. Неуспех у том рату изазва у Бугарској метеже и погибију цара Михајла II, а потом и грађански рат. После дугих криза би, најзад, за цара изабран Константин Тих, унук Немањин вероватно по женској линији и после зет никејског новог цара Теодора II Ласкара. Своју повељу манастиру Св. Ђорђа Горга код Скопља Тих пише тако, да се види како је водио рачуна о свим својим везама; он ради како су радили "свети и православни цареви грчки и бугарски, и жупани и кнезови и краљеви српске земље. Нешто више успеха имао је у својој антиникејској политици после Ватацове смрти епирски деспот Михајло. Он је искористио запосленост цара Теодора у Малој Азији и 1258. почео је непријатељства у Маћедонији и Албанији. Да би имао више сигурности он је ушао током догађаја у савез са франачким кнезовима Вилхелмом Вилардуенским, господарем Ахаје и Манфредом краљем Сицијлије. Овом је, као мираз уз своју кћер, уступио Крф, Драч, Валону, Канину и Берат. Као некад за времена Роберта Гвискара што су Нормани из Јужне Италије закорачили у Албанију, сматрајући тај пут као најприроднији да се одатле шире према унутрашњости Балкана и загосподаре Јадранским Морем, тако се имало поновити и овог пута. Албанија у брзо постаје домена франачких господара.
Српски краљ Урош је с почетка имао извесних веза са царем Ватацем. Као непосредни, Бугари су му били опаснији и он је радо гледао њихово потискивање од никејског господара. Али после Ватацове смрти Урош хладни према Никејцима, можда зато што му се чинило да су, после многих успеха, сувише ојачали своју моћ. Можда због каквих родбинских веза он прилази Михајловом савезу, у ком западњаци имају тако видног удела, а можда му је изгледала сигурнија добит у савезу малих. Год 1258. почела су непријатељства. Епирци су освојили највећи део западне Македоније, помагани од Срба. Заповедник византијске војске и хисторичар Георгије Акрополита беше се повукао у прилепски град и ту се затворио. И Срби су преко Кичева кренули на тај град и узели га, разбивши једну грчку војску која им је била пошла у сусрет, али нису могли да освоје саму прилепску тврђаву, односно онај град, који се, на једном стрмом брегу, издиже изнад вароши и који је данас познат под именом Марково Кале. Срби су кренули после тога на Скопље и узели га, а прилепска се тврђава, на крају крајева, предала заједно са својим заповедником, кога у оковима одведоше у Арту. Усред ових борби умре цар Теодор II, пореметивши пред крај памећу; тек после дужих криза дође за његова наследника војсковођа Михајло Палеолог, човек храбар и способан, али личан и потпуно безобзиран. С њим долази на власт нова византијска династија Палеолога, која влада све до пропасти Цариграда и грчке државе.
Кад се учврстио на престолу, цар Михајло пребаци одмах војску у Европу, да прими борбу с тамошњим непријатељима. Његов брат Јован потуче код Костура удружене Епирце и Франке, па одмах настави даље продирање. Брзо падоше Охрид, Дебар и околна места. "Такви су становници тих западних области", образлаже Акрополита себи за оправдање ту појаву, да се у тим крајевима народ без много отпора мири са променама власти, "лако се подвргавају свима господарима". Само с помоћу свог зета Манфреда, коју му овај посла у најтежи час, могао је Михајло да се одржи у својој области Епира и северне Тесалије. Грци су заузели читаву Маћедонију, а потисли су и Србе из Скопља. Изгледа, да је краљ Урош, видећи судбину Епираца, сам повукао своју војску из Маћедоније и тако избегао тежој борби са никејским трупама. На српско подручје оне нису прелазиле.
Године 1268. Михајло је умро, а држава се поделила на два дела: Епир и Тесалију.

## Владавина остацима Епира

### Епир
У Епиру Михајла наследи син Нићифор I Комнин Дука, али против њега се дигао брат. То су искористили Анжујци из јужне Италије и 1271. године су напали Епирску деспотовину и освојили главне албанске градове Драч, Валону, Берат и Кроју и још нека места. Балкански народи, противници Грка, почеше се спремати да ухвате тешње везе са Карлом Анжујским. У септембру 1271. год. очекивани су на анжујском двору посланици Србије, Бугарске и Албаније, иако његова војска тек 1272. почиње своје операције у Албанији. Тад су Анжујци створили први пут посебну албанску државу, "regnum Albaniae", на чијем је челу, у њихово име, стајао капетан-маршал, са седиштем у Драчу. Шест угледних албанских таоца седело је, међутим, на двору краља Карла. У овај анжујски савез улази и тесалски господар, севастократор Јован, који се домало орођава с Урошем и даје своју кћер за његова сина Милутина. Испало је, дакле, тако, да је грчки цар, који је први кренуо мисао о савезу балканских држава против нове латинске инвазије добио тај савез против себе.
Цар Михајло, и довољно мудар и довољно предузетан, није се зауставио само на дипломатској и верској акцији. Имајући известан ослонац код Албанаца он је предузео и војничке мере да сузбије Анжујце на Балкану. С јесени 1274. год. његова војска је посела Берат и прешла те и наредне године и на боља освајања у драчкој области потискујући анжујске чете. Ове се одржавају, у главном, у Приморју, где их штити и снабдева краљева флота.
Ратовање савезника на албанској страни није било много срећно. Сами Албанци беху претежно уз Грке и у доста случајева чине неприлике и Србима и анжујским четама и људима. У јесен 1278. год. има помена о том, како Албанци нападају српске и дубровачке караване, који иду из Брскова у Котор. У јесен 1279. предати су у Бриндизију, у затвор, неки албански прваци као издајници напуљског краља. У пролеће 1281. год., после извесног напредовања у средњој Албанији, до Берата чете краља Карла бивају тучене и потиснуте с осетним губицима. Љут, због тога, а пун планова, Карло, помоћу својих широких веза увлачи у савез и Млетачку републику; спрема велико предузеће против Грка; и озбиљно се носи мишљу да у најкраће време обнови Латинско царство, коме би био на челу његов зет Филип, син Балдуина II. Али и цар Михајло не чека скрштених руку да дође ударац. Он је против краља Карла нашао савезника у арагонском краљу Переу, зету краља Манфреда, кога је 1266. срушио напуљски господар. Као последица грчко-арагонског савеза дошло је 31. марта 1282. год. Сицилијанско Вече, покољ Француза на Сицилији, и општи устанак против њих. Византијски цар бацио је угарак у саму Напуљску краљевину и онда није никакво чудо, што краљ Карло за једно време није могао предузимати ништа на Балканском полуострву.
Нићифор је био у потпуности под утицајем супруге Ане, па је постао чак и вазал Византијског царства, које га је потиснуло из Албаније. Нићифор је на крају прешао на Анжујску страну и своју кћерку Тамару је удао за напуљског краља, али Византинци су га победили и Анжујцима су отели Драч. Усред тога Нићифор је умро 1297. године, а наследио га је син Тома

### Тесалија
Док је Епир пропадао Тесалија је имала импозантну моћ, па је њен владар Јован објавио рат Византији и свом брату Нићифору и у борби је имао успеха, ипак на крају се морао измирити са царем Андроником при чему је добио титулу севастократора.
Јована је, 1289. године, наследио син Константин, који је повео рат против Епира и у том рату је победио.
Константина је 1303. године наследио син Јован II (1303—1318). Јован је због своје тешке болести био под туторством атинског кнеза Гвида II од Ла Роша, али се после Гвидове смрти окренуо против Византије и верио се са царевом незаконитом кћерком Ирином. Целом земљом су владали великаши, а као држава, Тесалија је била на издисају. Од импозантне моћи, коју је имала под Јованом I остала је тек бледа сенка и није се могло ни помислити на пружање отпора ратницима Каталанцима, који су наишли са североистока. Цела је дружба читавих годину дана живела од богатства земље, а затим је у пролеће 1310. године кренула, обогаћена тесалским новцем, ка средњој Грчкој.
Након Јованове смрти Тесалије нестаје са политичке мапе Европе. Византијски цар Андроник је на ту провинцију полагао право као на упражњен ленски посед, али признање своје владавине успео је добити једино на северном делу земље те му се тај део покорио чак номинално. Најмоћнији тесалски магнати настојали су се осамосталити и основати властите покрајинске кнежевине, и то пре свих стара племићка породица Мелисена. Тада су у Тесалију упале силне масе Арбанаса. Најзначајнији је део пропале кнежевине са престолницом Неопатрасом приграбила је каталонска кнежевина Атина, док је лучки град Птелеон припао Млечанима.

## Изумирање Династије
Деспот Тома је 1318. године пао као жртва свог нећака Николе Орсинија од Кефалоније. Овај непријатељ Анжујаца преобратио се у грчку православну веру те је завладао у Епиру као наследник убијенога, оженивши његову удовицу Ану, унуку византијског цара. Годину дана касније примио је од цара Андроника титулу деспота.
Овом смрћу и смрћу севастократора Јована II, династија Анђела се гаси.